# Ocnaea meridionalis
Ocnaea meridionalis är en tvåvingeart som beskrevs av Curtis W. Sabrosky 1946. Ocnaea meridionalis ingår i släktet Ocnaea och familjen kulflugor. Inga underarter finns listade i Catalogue of Life.